# Alexandromys oeconomus
L'arvicola del Nord (Alexandromys oeconomus  Pallas, 1776) è un roditore della famiglia dei Cricetidi diffuso nell'Ecozona olartica.

## Descrizione

### Dimensioni
Roditore di piccole dimensioni, con la lunghezza della testa e del corpo tra 79 e 150 mm, la lunghezza della coda tra 28 e 60 mm, la lunghezza del piede tra 15 e 22 mm, la lunghezza delle orecchie tra 8 e 21 mm e un peso fino a 78 g.

### Aspetto
La pelliccia è densa. Le parti dorsali variano dal marrone scuro al marrone chiaro, mentre le parti ventrali variano dal grigio-brunastro al grigio cenere. La coda è corta e bicolore. La pianta dei piedi è fornita di sei cuscinetti carnosi. Il numero cromosomico è 2n=30 FN=58.

## Biologia

### Comportamento
In estate, sono generalmente più attive durante il giorno che di notte e intorno all'alba e al tramonto. Sotto la neve in inverno, l'attività è distribuita più o meno uniformemente durante il ciclo di 24 ore, con 5-10 periodi di attività al giorno (in genere 6-7 ore). È attiva giornalmente per almeno il 43-64% del tempo e la separazione tra i periodi di attività varia da un minuto a nove ore.
Gli spostamenti registrati sono generalmente di 20–200 m, in un caso è stato registrato un movimento di 3 km. Gli spostamenti giornalieri sono di 10-215 metri in estate e 5–80 m in inverno per i maschi adulti, 20-150 metri (in genere 30-50) per le femmine adulte e 5-50 metri per i giovani. L'organizzazione territoriale delle popolazioni è piuttosto variabile. Le femmine adulte tendono ad essere territoriali in estate e le loro aree domestiche sono isolate o si sovrappongono marginalmente, i raggi d'azione dei maschi adulti si sovrappongono ampiamente con altri maschi e diverse femmine. Meno spesso, gli individui in coppie monogame con raggi d'azione completamente sovrapposti sono isolati dai territori di altre coppie monogame e altri individui. In alcuni casi, le femmine sessualmente mature di un anno formano un gruppo di territori sovrapposti che è monopolizzato da un maschio adulto. Le dimensioni medie dei territori di alcuni studi erano 113-1.087 metri per le femmine adulte e 210-3.896 metri per i maschi adulti. Le dimensioni dei territori dei maschi adulti sono correlati al loro peso corporeo. In inverno, essi formano colonie di 8-10 individui di uno o entrambi i sessi che utilizzano comunemente l'area. Il territorio è organizzato attorno alla tana del nido. Le tane estive si trovano all'interno di collinette in ambienti umidi, e in luoghi pianeggianti in habitat più asciutti. Le tane estive sono poco profonde, appena sotto la superficie del terreno, e semplici e hanno una camera del nido (10–15 cm di diametro) e 1-2 gallerie che conducono dal nido verso gli ingressi. In condizioni estremamente umide e sotto la neve, essi costruiscono nidi fuori dal terreno sulle cime delle collinette. Le tane invernali sono più complesse e hanno diversi nidi e magazzini. Le tane dei nidi o i nidi fuori al terreno sono collegati ai siti di foraggiamento e alle semplici tane di emergenza tramite percorsi. Le arvicole sono relativamente pacifiche, più della metà delle interazioni di coppia sono neutre e le interazioni aggressive sono registrate solo in un terzo degli incontri, anche tra individui non familiari. I contatti tra individui sono accompagnati da comunicazioni acustiche espresse in strilli sommessi o acuti e vocalizzi.

### Alimentazione
In estate, si nutre principalmente di parti di piante verdi. In inverno, la dieta principale contiene radici di carici ed erbe, bacche, semi e corteccia di alberi e arbusti, se disponibile sotto la neve, si consumano i germogli verdi delle piante. Immagazzina il cibo per l'inverno, ma solo negli habitat in cui le piante verdi si seccano prima che nevichi. Il cibo invernale non viene conservato quando si possono trovare parti di piante verdi sotto la neve. Il cibo viene conservato in camere speciali nelle tane, Le scorte invernali variano tra 0,3 e 3 kg.

### Riproduzione
Il periodo riproduttivo è stato registrato in maggio e agosto nel nord dell'areale (tundra della Finlandia e Yakutia) e tra febbraio e settembre nella parte meridionale (montagne del Kazakhstan e della Mongolia). Partoriscono 2-14 piccoli alla volta fino a 3-5 volte l'anno. La gestazione dura 20-21 giorni. Le femmine nate in primavera o inizio estate raggiungono la maturità riproduttiva a 1-5 mesi (a volte 10-12 giorni) e possono avere 1-2 parti durante il loro primo anno di vita. Il sistema di accoppiamento è promiscuo e la paternità multipla è stata registrata nel 38% dei cuccioli.

## Distribuzione e habitat
Questa specie è diffusa nella parte più settentrionale dell'Ecozona olartica.
Vive in ambienti ripariali aperti e umidi di tundra, foresta boreale di conifere, foresta mista, steppa forestale, steppa e zone desertiche fino ad altitudini di 2500–2900 m. Nelle zone stagionalmente inondate, si sposta in ambienti diversi, quando la falda freatica è bassa a fine estate, autunno e inverno, rimane vicino alle depressioni idriche, ma quando la falda freatica è alta a causa dello scioglimento del ghiaccio e della neve in primavera e all'inizio dell'estate, si sposta verso la parte superiore delle depressioni lacustri e dei terrazzi fluviali.

## Tassonomia
Sono state riconosciute 25 sottospecie:
- A.o.oeconomus: Siberia occidentale e centro-meridionale e Mongolia nord-occidentale;
- A.o.amakensis (Murie, 1930): isola di Amak, nelle Isole Aleutine;
- A.o.arenicola (de Sélys-Longchamps, 1841): Paesi Bassi;
- A.o.dauricus (Kastschenko, 1901): Siberia centro meridionale e Mongolia nord-orientale;
- A.o.elymocetes (Osgood, 1906): Isola di Montague nel sud dell'Alaska;
- A.o.finmarchicus (Siivonen, 1967): Andgyaand e Langgya nelle Vesterålen, Norvegia;
- A.o.innuitus (Merriam, 1900): isola di Saint Lawrence, in Alaska;
- A.o.kamtschaticus (Pallas, 1779): Kamchatka;
- A.o.kharanurensis (Courant, Brunet-Lecomte, Volobouev, Chaline, Quéré, Nadachowski, Montuire, Bao Genshu, Viriot, R. L. Rausch, Erbajeva, Shi Dazhong, & Giraudoux, 1999): Mongolia nord-occidentale;
- A.o.kjusjurensis (Koljuschev, 1935): Siberia centro-settentrionale;
- A.o.koreni (G. M. Allen, 1914): Yakutia nord-orientale;
- A.o.macfarlani (Merriam, 1900): Alaska nord-orientale e le province canadesi dello Yukon, Territori del Nord-Ovest e Nunavut;
- A.o.mehelyi (Ehik, 1928): Slovacchia sud-occidentale, Austria orientale e Ungheria;
- A.o.montiumcaelestinum (Ognev, 1944): Kazakistan sud-orientale e Cina nord-occidentale;
- A.o.operarius (Nelson, 1893): Alaska occidentale e meridionale;
- A.o.popofensis (Merriam, 1900): isole Unga e Popof, nelle Isole Aleutine;
- A.o.punukensis (Hall & Gilmore, 1932): isola Big Punuk, in Alaska;
- A.o.ratticeps (Keyserling & Blasius, 1841): Finlandia, Svezia e Russia nord-occidentale;
- A.o.sitkensis (Merriam, 1897): isole Chicagof e Baranof, nelle Isole Aleutine;
- A.o.stimmingi (Nehring, 1889): Germania orientale, Polonia, Lituania, Lettonia, Bielorussia, Ucraina e Russia centro-occidentale;
- A.o.suntaricus (Dukelsky, 1928): Yakutia nord-occidentale, centrale e meridionale;
- A.o.tshuktshorum (Miller, 1889): Penisola dei Chukchi;
- A.o.uchidae (Kuroda, 1924): Isole Curili settentrionali e centrali;
- A.o.unalascensis (Merriam, 1897): isole di Unalaska, Unimak e Sanak, nelle Isole Aleutine;
- A.o.yakutatensis (Merriam, 1900): Alaska sud-occidentale e Columbia Britannica settentrionale.

Le popolazioni nell'isola di Kodiak e in alcune isole limitrofe, non sono state ancora assegnate a nessuna sottospecie.

## Conservazione
La IUCN Red List, considerata l'ampia diffusione e la popolazione numerosa, sebbene alcune sotto-popolazioni isolate siano in declino e potenzialmente minacciate di estinzione, classifica A.oeconomus come specie a rischio minimo (Least Concern).